# Мем
Мем (англ. meme, [miːm]; в іншій транскрипції — «мім») — одиниця культурної інформації, поширювана від однієї людини до іншої за допомогою імітації, навчання тощо. Може бути зображенням або відеозаписом гумористичного характеру.

## Загальні відомості
Поняття мему і його концепції були вперше розроблені Річардом Докінзом в книзі «Егоїстичний ген» 1976 року, і пізніше в його книзі «Розширений фенотип».
Наукове поняття одиниці соціальної еволюції і подібних термінів, які використовують корінь грец. μνημα (транслітерація — мнема) — спогад, пам'ять, вперше згадується у 1904 році німецьким еволюційним біологом Ріхардом Вольфгангом Земоном у науковій праці «Die Mnemischen Empfindungen in ihren Beziehungen zu den Originalenempfindungen» (приблизний переклад — «Пам'ять-сприйняття у зв'язку з оригінальними сприйняттями»). За даними Оксфордського словника (Oxford English Dictionary) слово mneme з'явилося в англійській мові у 1921 році, коли книга Р. Земона була перекладена Л. Сімоном англійською з назвою «The Mneme».
Докінз стверджував, що термін «мем» (meme) він придумав, скоротивши грецьке слово (грец. μίμημα мімема) — «наслідування», «подібність» і не знаючи про термін «mneme». Р. Докінз казав, що він хотів ввести «односкладове слово, яке звучить подібно „ген“».
Поняття «мем» і «меметика» з 1988 року включені до Оксфордського словника англійської мови — словника, що задає нормативні категорії наукової та інформаційної сфери.

## Визначення мему

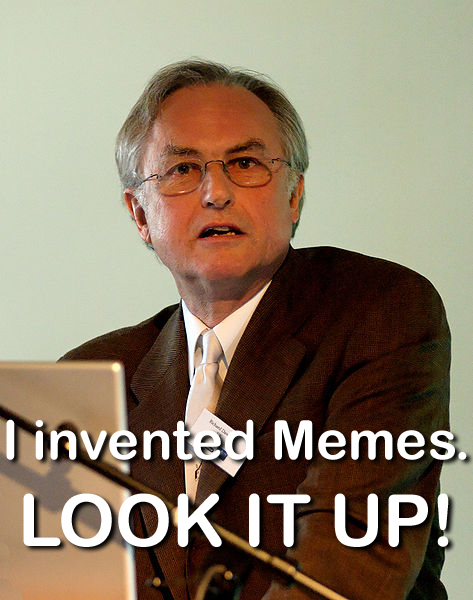
Інтернет-мем із «винахідником» мемів Річардом Докінзом.

В теперішній час існують такі визначення поняття мем:
- (за Докінзом) Мем — це основна одиниця культурної передачі чи ініціації. (Р. Докінз);

Психологія
- (за Денетом) Мем — це у певному розумінні комплексна ідея, яка формує себе у вигляді чогось певного і запам'ятовуваного. Мем поширюється через знаряддя, поведінку та позначення — фізичні прояви мему.
- (за Плоткіним) Мем — одиниця культурної спадковості, аналогічна гену. Мем — це внутрішня репрезентація знання.
- Мем — одиниця мислення, завдяки якій здійснюється його процес.

Соціологія
- Мем — одиниця суспільної взаємодії.

Культурологія
- Мем — одиниця інформації, яка міститься у свідомості. Мем діє на події таким чином, щоб у свідомості інших людей утворилося більше число його копій.
- (з позиції егоїстичних реплікаторів) Мем — одиниця культури, постійна конкуренція яких в боротьбі за увагу є основою розвитку культури.

Різні трактування обумовлені, по-перше, складністю і багатовимірністю категорії мему. По-друге, тим що неможливо чітко визначити мінімально можливий обсяг інформації, що реплікується.

### Аналогія з геном
Докінз визначає мем як «одиницю передачі культури».
Іншими словами, мем — одиниця культури, що сповідається її носієм. Себто, меми — це чиста інформація, у функціонуванні якої помітні фізичні та поведінкові ознаки.
(Слід зазначити, що подібна ідея розглядається і в книзі Дугласа Рашкоффа «Медіавірус».)
Подібно до генів, меми — це реплікатори, тобто об'єкти, що копіюють самих себе. Для мемів виживання залежить від наявності принаймні одного носія, а відтворення від наявності того носія, який намагається поширювати зміст мема. Інформаційний зміст кожного конкретного мема впливає на ймовірність, з якою його буде скопійовано. Меми можуть змінюватися, а також комбінуватися та розділятися, що призводить до формування нових мемів. Вони беруть участь в боротьбі один з одним за необхідні ресурси (розум людей), та у кінцевому результаті піддаються природному відбору.
Меми та гени подібні тим що, вони є реплікатори та обоє схильні до природного відбору. Проте їх типи спадкоємства дуже різні — гени не можуть комбінуватися або розділятися подібно мемам. В результаті розвиток мемів йде набагато швидше, аніж генетичний розвиток. Це підтверджується тим, що біологія людини змінюється набагато повільніше у порівнянні з культурою.
Річард Докінз робить цікаве порівняння процесу розвитку та зміни мемів із процесом перетворення алхімії на хімію. Він стверджує, що вони швидко адаптуються, оскільки зовнішні умови легко їх деформують. Усі меми зникають, але їх одразу замінюють на нові. За Докінзом, цінність мема визначається оцінкою його носія, тобто людини, яка здійснює процес його реплікації.
Своєрідною «оболонкою» такого вірусу може бути якась подія, винахід, технологія виробництва, музика тощо. Як у «Егоїстичному гені» пише Докінз, подібно до справжнього генетичного матеріалу, меми, як «генетичні» елементи медіавірусу, впливають на те, як ми комунікуємо та сприймаємо реальність.

## Комплексний мем
На відміну від генів, меми можуть розповсюджуватися горизонтально (між представниками одного покоління), а не лише вертикально (від покоління до покоління). Меми часто утворюють групи — комплексні меми, що об'єднують декілька мемів, задля спільного захоплення розумів та задля посилення у боротьбі ідей. Комплексний мем в літературі також називають мемплексом (англ. memeplex) — це скорочення утворено від слів «меметичний комплекс», чи то «комплекс мемів».
Релігійні або політичні доктрини можна вважати найкращими прикладами мемплексів. Тобто, можна сказати, що християнство є наслідком розвитку християнського мемплексу, що включає ідею церкви. В процесі розділення віросповідання (католицизм, православ'я, протестантизм) віряни додавали та видаляли різні меми, що призвело до формування декількох незалежних комплексних мемів в межах загального мемплексу християнства.

## Інтернет-мем
Меми, які розповсюджуються за допомогою інтернету. Інтернет-мем поширюється значною мірою через інтернет-розсилку електронною поштою, блоги, форуми, графічні дошки на зразок 4chan, сайти соціальних мереж, такі як Facebook, Instagram або Twitter, миттєві повідомлення, сайти соціальних новин або тематичні вебсайти, такі як Reddit та послуги відеохостингу, такі як YouTube та Twitch.
У 2013 році Річард Докінз заявив, що інтернет-мем відрізняється від оригінальної ідеї самого біолога, оскільки його вже свідомо змінено людською творчістю, і це породжує мутації, що суперечить формі Дарвінівського відбору.

## Меметика
Концепція і теорія мемів досліджується у межах меметики, яка намагається встановити причини виникнення мемів та механізми їх поширення. Меметика також ставить питання про ступені сприйнятливості людей до мемів та здібності до їхнього розповсюдження.
Дисципліна зародилася в середині 1980-х років. Меметика здебільшого застосовує загальноприйняті наукові методи, подібні до тих, що наявні в генетиці та епідеміології.
Основними недоліками меметики називають те, що вона ігнорує встановлений прогрес в інших дисциплінах, таких як соціологія, культурна антропологія, когнітивна психологія та соціальна психологія.

## Меми у психотерапії та психології
Послідовник Річарда Докінза, професор психіатрії, психології та психосоматики Університету Каліфорнії у Сан-Франциско Гойл Лі у своїй книзі 2010 року «Genes, Memes, Culture, and Mental Illness» називає меми відтворюваними одиницями інформації, що зв'язують гени та навколишнє середовище в пам'яті й в культурі, чий вплив на розвиток окремого мозку може бути як доброякісним, так і злоякісним. Він досліджує причини психічних розладів людини та пропонує декілька методів діагностики: від медитацій до когнітивно-поведінкових терапевтичних методів.
Лі детально розглядає роль генів і мемів у еволюції людського мозку, визначає області профілактики психічних розладів для дітей з групи ризику на основі мемів та досліджує культуру реплікації мемів та обмін мемами між людиною та культурою, що її оточує.